# Borstelbies
Borstelbies (Isolepis setacea, basioniem: Scirpus setaceus) is een in pollen groeiende of een dichte zode vormende plant, die behoort tot de cypergrassenfamilie (Cyperaceae). De plant is eenjarig, maar kan ook enkele jaren oud worden.

## Determinatie
De plant wordt 2–20 (30) cm hoog en vormt kruipende wortelstokken. De rechte of iets gebogen, gevulde stengel is 0,3–0,5 mm dik. De tot 9 cm lange en tot 0,5 mm brede bladschijf is vlak of gootvormig.
De plant bloeit vanaf juni tot in de herfst. De bloeiwijze bestaat uit één tot drie 2–4 mm lange en tot 2 mm brede, eivormige aren en heeft een tot 3 cm lang, rechtopstaand schutblad bovenaan de stengel. Een aar heeft tien tot veertig bloemen. De kafjes staan in een spiraal. De bruine of purpere, elliptische, zeer stompe, kale, 1,3–2,1 mm lange en 0,6-1,2 mm brede kafjes hebben meestal een stekelpuntje. Het kafje heeft een brede, groene kiel. Er zijn geen borstels. De bloem heeft drie stempels en één of twee meeldraden. 
De grijsbruine tot roodbruine vrucht is een overlangs geribd, driekantig, 0,5–1,2 mm lang en 0,5–0,6 mm breed nootje en heeft bolle kanten. Het nootje heeft een korte stekelpunt en is licht dwarsgestreept.

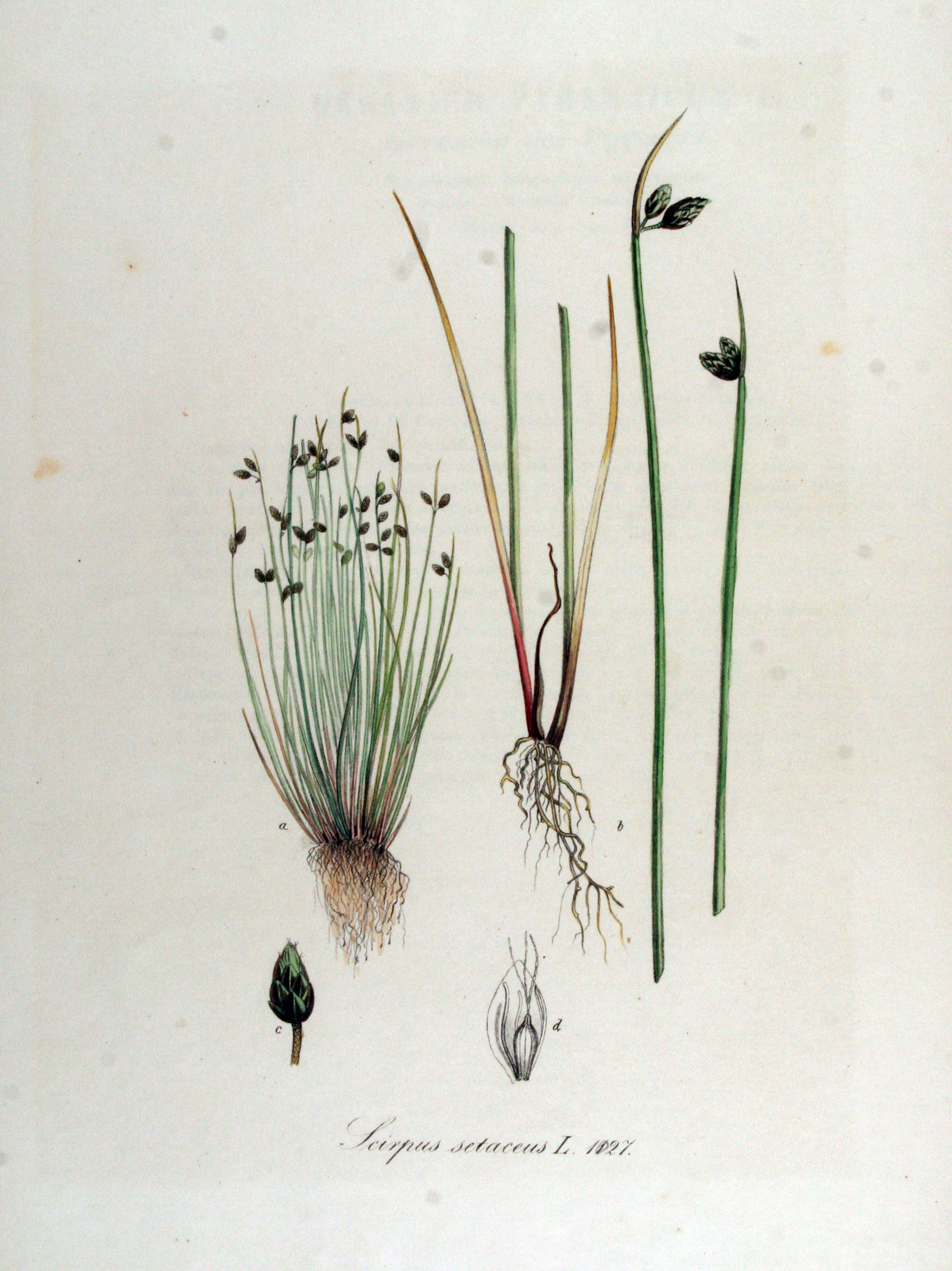
Flora Batava

Het aantal chromosomen is 2n = 28.

## Ecologie

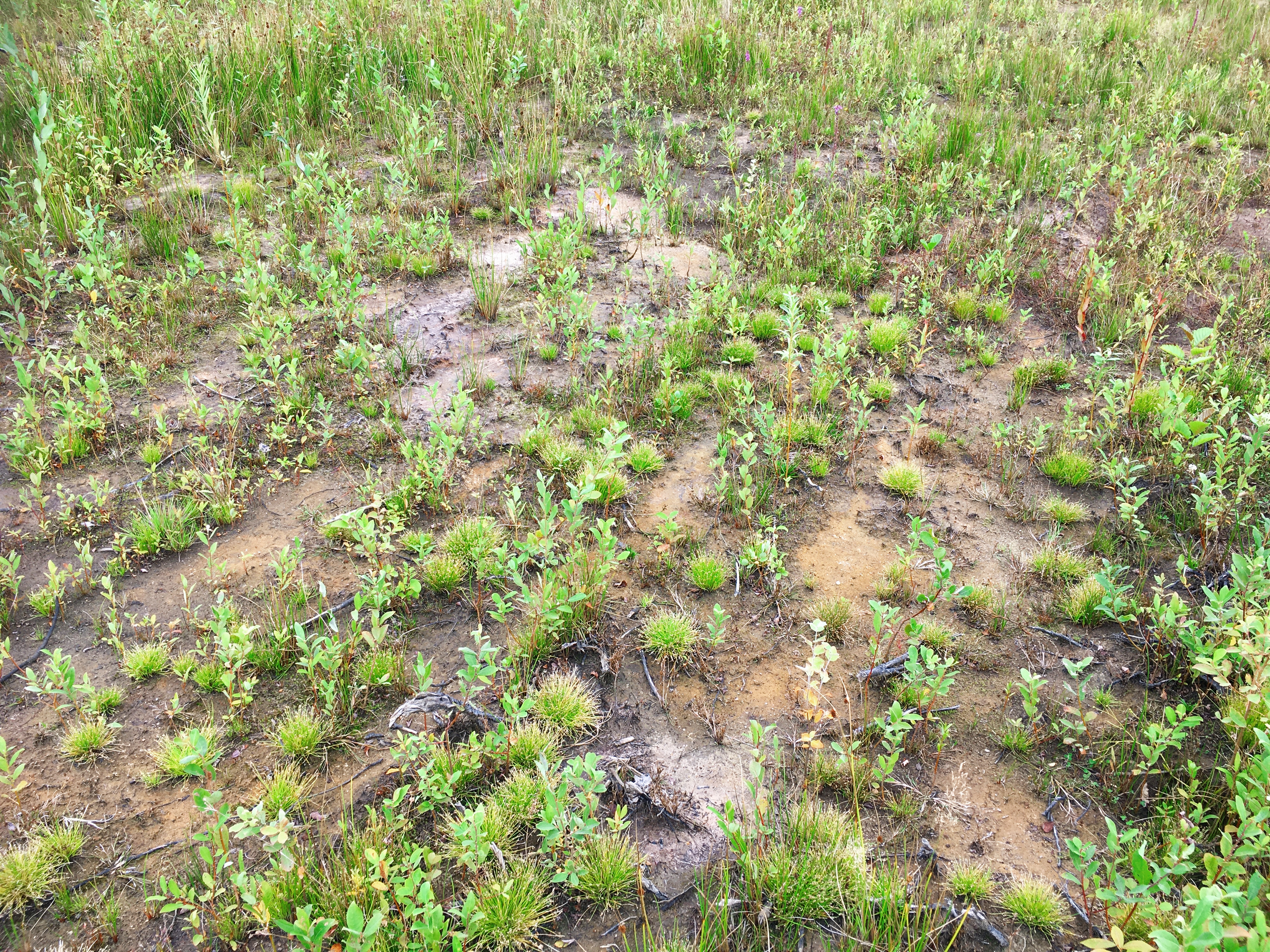
Een door borstelbies gedomineerde inslaggemeenschap van het dwergbiezen-verbond.

Borstelbies komt voor als pioniersoort op matig voedselarme, natte tot vochtige, vaak venige of lemige zandgrond.

## Verspreiding
Borstelbies komt van nature voor in Europa, Afrika, West- en Centraal-Azië, Siberië, India en China. De plant is ingevoerd in Noord-Amerika, Australië en Nieuw-Zeeland. De soort staat op de Nederlandse Rode lijst van planten als een soort die in Nederland algemeen voorkomt en stabiel of toegenomen is.